# Getrenntleben
Getrenntleben ist eine Voraussetzung für die Scheidung einer Ehe.

## Deutschland
Im deutschen Eherecht kann eine Ehe geschieden werden, wenn sie gescheitert ist.  Es wird unwiderlegbar vermutet, dass die Ehe gescheitert ist, wenn die Ehegatten seit drei Jahren getrennt leben. Die Ehegatten leben getrennt, wenn zwischen ihnen keine häusliche Gemeinschaft besteht und ein Ehegatte sie erkennbar nicht herstellen will, weil er die eheliche Lebensgemeinschaft ablehnt. Die häusliche Gemeinschaft besteht auch dann nicht mehr, wenn die Ehegatten innerhalb der ehelichen Wohnung getrennt leben (§ 1565, § 1567 BGB). Es wird auch dann unwiderlegbar vermutet, dass die Ehe gescheitert ist, wenn die Ehegatten seit einem Jahr getrennt leben und beide Ehegatten die Scheidung beantragen oder der Antragsgegner der Scheidung zustimmt (§ 1566 BGB). Das Trennungsjahr muss auch bei einer einvernehmlichen Scheidung eingehalten werden.
Während des Getrenntlebens besteht ein Anspruch auf Trennungsunterhalt gem. § 1361 BGB, der auch einen Anspruch auf Prozesskostenvorschuss für ein Scheidungsverfahren umfasst (§ 1361 Abs. 4 Satz 4, § 1360a Abs. 4 BGB). Haushaltsgegenstände und die Ehewohnung können gem. § 1361a, § 1361b herausverlangt werden. Das Verfahren in Ehewohnungs- und Haushaltssachen ist in §§ 200 ff. FamFG geregelt. Die elterliche Sorge verbleibt im Regelfall bei beiden Eltern gemeinsam. Falls ein Elternteil das alleinige Sorgerecht vom Familiengericht zugesprochen bekommt, ist der andere Elternteil größtenteils von seinen Rechten und Pflichten befreit.
Für getrennt lebende Personen gilt im Trennungsjahr die bisherige Steuerklasse, die sich in der Regel erst nach dessen Ablauf ändert.

## Österreich
Eine Scheidung wegen tiefgreifender unheilbarer Zerrüttung der Ehe ist nach dem Ehegesetz möglich, wenn die häusliche Gemeinschaft der Ehegatten seit drei Jahren aufgehoben ist. Dem Scheidungsbegehren muss das Gericht jedoch nicht stattgeben, wenn es zur Überzeugung gelangt, dass die Wiederherstellung einer dem Wesen der Ehe entsprechenden Lebensgemeinschaft zu erwarten ist. Das gilt nicht mehr, wenn die häusliche Gemeinschaft seit sechs Jahren aufgehoben ist (§ 55 EheG). Eine einvernehmliche Scheidung ist bereits nach einem halben Jahr des Getrenntlebens möglich (§ 55a EheG).

## Schweiz
Ein Ehegatte kann die Scheidung verlangen, wenn die Ehegatten bei Eintritt der Rechtshängigkeit der Scheidungsklage mindestens zwei Jahre faktisch getrennt gelebt haben. Wenn eine Ehekonflikt nicht mit einer Eheberatung, Ehetherapie oder Mediation gelöst werden kann, kommt es i. d. R. zur Aufhebeng des gemeinsamen Haushaltes, d. h. die Ehepartner einigen sich in diesem Fall auf eine Trennung oder Scheidung. Der Eheschutz ist dann vorgesehen, wenn die Paarbeziehung gescheitert ist und ein Ehepaar den gemeinsamen Haushalt aufheben möchte. Ist die Ehe zerrüttet stellt sich für die Eheleute die Frage, ob für einen persönlich die Trennung oder die Scheidung besser ist. Ist einer der Ehegatten gegen eine sofortige Scheidung, dann muss i. d. R. eine zweijährige Trennungsfrist abgewartet werden, d. h. eine sofortige Scheidung ist nur möglich, wenn beide damit einverstanden sind (siehe Art 114 ZGB / Art 115 ZGB). Vor Ablauf der zweijährigen Frist kann ein Ehegatte die Scheidung nur verlangen, wenn ihm die Fortsetzung der Ehe aus schwerwiegenden Gründen, die ihm nicht zuzurechnen sind, nicht zugemutet werden kann, beispielsweise bei häuslicher Gewalt (Art. 114, 115 ZGB). Ein unbestreitbarer Beweis für die zweijährige Trennung ist die Regelung des Getrenntlebens durch die richterliche Anordnung von Eheschutzmassnahmen nach Art. 176 ZGB. Das Getrenntleben muss freiwillig erfolgt sein und darf nicht auf Zwangsläufigkeit beruhen, etwa im Falle eines verlängerten Krankenhausaufenthaltes oder wenn einer der Gatten in Gewahrsam ist oder wenn er keine Einreiseerlaubnis in die Schweiz hat.
Eine Scheidung auf gemeinsames Begehren (einvernehmliche Scheidung) setzt ein vorheriges Getrenntleben nicht voraus.